# Dylan McCullough
Dylan McCullough (Auckland, 15 de febrero de 2001) es un deportista neozelandés que compite en triatlón. Ganó una medalla de bronce en el Campeonato Mundial por Relevos Mixtos de 2024.

## Palmarés internacional
| Campeonato Mundial por Relevos Mixtos | Campeonato Mundial por Relevos Mixtos | Campeonato Mundial por Relevos Mixtos | Campeonato Mundial por Relevos Mixtos |
| Año                                   | Lugar                                 | Medalla                               | Prueba                                |
| ------------------------------------- | ------------------------------------- | ------------------------------------- | ------------------------------------- |
| 2024                                  | Hamburgo (Alemania)                   | Medalla de bronce                     | Relevo mixto                          |